# Bakonyszentiván
Bakonyszentiván (německy Sankt-Iwan) je malá vesnička v Maďarsku v župě Veszprém, spadající pod okres Pápa. Nachází se asi 17 km severovýchodně od Pápy, 18 km jihovýchodně od Tétu a 28 km jihozápadně od Pannonhalmy.
V obci žije 215 obyvatel. Kromě hlavní části zahrnuje Bakonyszentiván i malá část Hangyálostanya.
Bakonyszentiván leží na silnici 83119. Je přímo silničně spojen s obcemi Bakonyság, Csót, Lovászpatona a Pápateszér. Bakonyszentivánem protéká potok Csángota, který je přítokem řeky Marcal. Také zde protéká potok Szakács, který je přítokem potoka Sokorói-Bakony. Ten se taktéž vlévá do řeky Marcal.
V Bakonyszentivánu se nachází katolický kostel Keresztelő Szent János-templom. Je zde též hřbitov, hřiště a bufet.